# Buturović-Polje
Buturović-Polje är ett samhälle i Bosnien och Hercegovina.   Det ligger i entiteten Federationen Bosnien och Hercegovina, i den centrala delen av landet, 40 km väster om huvudstaden Sarajevo. Buturović-Polje ligger 300 meter över havet och antalet invånare är 354. Det ligger vid sjön Jablaničko Jezero.
Terrängen runt Buturović-Polje är varierad. Buturović-Polje ligger nere i en dal.Närmaste större samhälle är Jablanica, 9,1 km sydväst om Buturović-Polje. 
I omgivningarna runt Buturović-Polje växer i huvudsak lövfällande lövskog. Runt Buturović-Polje är det ganska tätbefolkat, med 93 invånare per kvadratkilometer.